# Keude (Trienggadeng)
Keude is een bestuurslaag in het regentschap Pidie Jaya van de provincie Atjeh, Indonesië. Keude telt 602 inwoners (volkstelling 2010).